# Hain Ahmed Pacha
Ahmed Pacha dit « le traître » est un gouverneur de l'Égypte ottomane en 1524.
Il est connu pour sa révolte contre la Sublime Porte et sa tentative pour acquérir son indépendance. 
Son nom en turc, Hain Ahmed Paşa, vient de sa fonction de pacha (rang élevé de la hiérarchie ottomane) et du qualificatif qui lui a été attribué : hain, le traître.

## Biographie
Ahmed Pacha est né dans une famille musulmane influente  de Trébizonde en Géorgie. Il est le neveu d'İskender, gouverneur de la ville de 1512 à 1523. 
Il est formé à l'école des esclaves fonctionnaires de Constantinople (Enderun-i Hümayun Mektebi)
Avant l'accession de Selim Ier au trône en 1512, Ahmed était un fidèle client du sultan. Il est nommé gouverneur (beylerbeyi) de Roumélie, la province européenne de l'Empire ottoman, au début de 1519.
Il bénéficie du rang de pacha et perçoit des revenus plus importants que tout autre gouverneur. Il fait également partie du conseil impérial (divan).
Durant la guerre contre la Hongrie en 1521, il se distingue en capturant Sabacz (Böğürdelen). Il accompagne le sultan Soliman le Magnifique au siège de Belgrade (1521).
Promu vizir en novembre 1521, il se distingue en 1522 lors du siège et de la prise de Rhodes, alors aux mains des Hospitaliers de Saint-Jean de Jérusalem.
Âgé d'environ 40 ans en 1523, Ahmed Pacha est décrit par Pietro Zen (1458-1539) dans Itinéraire de Pietro Zeno comme un homme « de bonnes mœurs, corpulent, d’un très beau visage, les yeux pers, le nez aquilin, d’une beauté et d’une éloquence supérieures »,.

## Nomination en Egypte
En 1523, le favori du Sultan, Pargali İbrahim Agha gagne de plus en plus d'influence auprès du Sultan au détriment du grand vizir Piri Mehmed Pacha plus âgé et calomnié par Ahmed Pacha. Son opposition à la prise de Rhodes précipite son renvoi et il est mis à la retraite par le Sultan.  
Après la prise de Rhodes, la faction d’Ahmed Pacha se renforce. Ahmed Pacha bénéficie d'un soutien familial fort : son oncle İskender Pacha a été nommé gouverneur de Karaman, puis de Roumélie. Son frère Mahmud dirige l’Herzégovine depuis 1522. 
Néanmoins, Lorsque Soliman destitue le grand vizir Piri Mehmed en juin 1523, Ahmed n'est pas appelé à lui succéder : le sultan nomme son favori, Pargali İbrahim Agha, au grand vizirat et au gouvernorat de Roumélie, affaiblissant la faction d’Ahmed.
Ahmed Pacha réagit avec colère car il considère qu'en tant que second vizir, le grand vizirat lui revient de droit. Son comportement est jugé déplacé par le conseil impérial selon les chroniqueurs de l'époque. Ahmed revendique ainsi le gouvernement d'Egypte pour n'être pas témoin à chaque instant du triomphe de son rival ce que Soliman accepte d'autant plus volontiers que cela met fin aux scènes provoquées au sein du divan par la rivalité d'Ahmed et d'Ibrahim,.
Ahmed pacha est finalement nommé gouverneur de l'Egypte.

## Tentative d'usurpation en Égypte
L'Égypte, conquise par Sélim Ier en 1517, a connu une période de stabilité sous le beylerbey Khaïr Beg, un mamelouk rallié au sultan ottoman ; après la mort de Khaïr Beg en 1522, son successeur Mustafa Pacha réprime la révolte de deux gouverneurs locaux mais peu de temps après il est rappelé à la demande de sa femme à Constantinople ; son remplaçant, Güzelce Kasım Pasha, reste en poste cinq semaines et cède la place à Ahmed Pacha, qui arrive au Caire le 29 août 1523.
Dès son arrivée, Ahmed Pacha s’entoure de deux figures locales influentes : Jânim al-Ḥamzâwî, un notable ayant exercé sous le gouvernorat de Khâyrbak. Ahmed Pacha le nomme contrôleur des finances, et sa collaboration lui deviendra indispensable. Et d'autre part, Ibrâhîm al-Marqabânî, un ancien Mamelouk d’origine bédouine. Il était devenu client d’Ahmed à Istanbul, il va équilibrer l'autorité de Jânim. Ahmed s'appuie sur lui pour contourner les élites locales, ce qui va créér une rivalité entre les deux hommes.
Dès son arrivée en Égypte, Ahmed Pacha tente de rallier à lui les mamelouks et les janissaires. Il parvient à gagner les causes des mamelouks mais ne parvenant pas à s'assurer la fidélité des janissaires il tente de les affaiblir. Le 9 septembre 1523, il fait confisquer les arquebuses des janissaires, réduit leur solde, et renvoie plusieurs officiers et soldats à Istanbul, en utilisant la force au besoin. Il réorganise l’armée en recrutant des Circassiens, leur accordant une amnistie. Il demande à l’émir du Haut-Saïd de lui fournir 1 000 esclaves noirs, qu'il équipe d'armes à feu. Depuis ce moment, ces actions montrent qu’il prépare une révolte contre le pouvoir ottoman.
Pour financer son ambition, Ahmed s’empare du « trésor d’Égypte », détourne les revenus fiscaux et les douanes portuaires au profit de son administration, utilise des méthodes brutales, confisque les biens des marchands et des financiers torturés. Parmi ses victimes, Avraham Castro, financier juif, est emprisonné et rançonné. Le départ forcé de hauts fonctionnaires ottomans facilite les réformes d'Ahmed, notamment le retour d’une judicature basée sur les quatre écoles juridiques islamiques.
Le 22 octobre, il nomme son kethüda, Bayezid Çelebi, au poste de vizir, affirmant son ambition de souveraineté. Le 21 novembre, il fait frapper des pièces de monnaie à son nom, confirmant son projet. Face à la résistance des troupes ottomanes, il doit les retirer. Sous la pression, il doit également livrer plusieurs émirs circassiens rebelles au sultan.

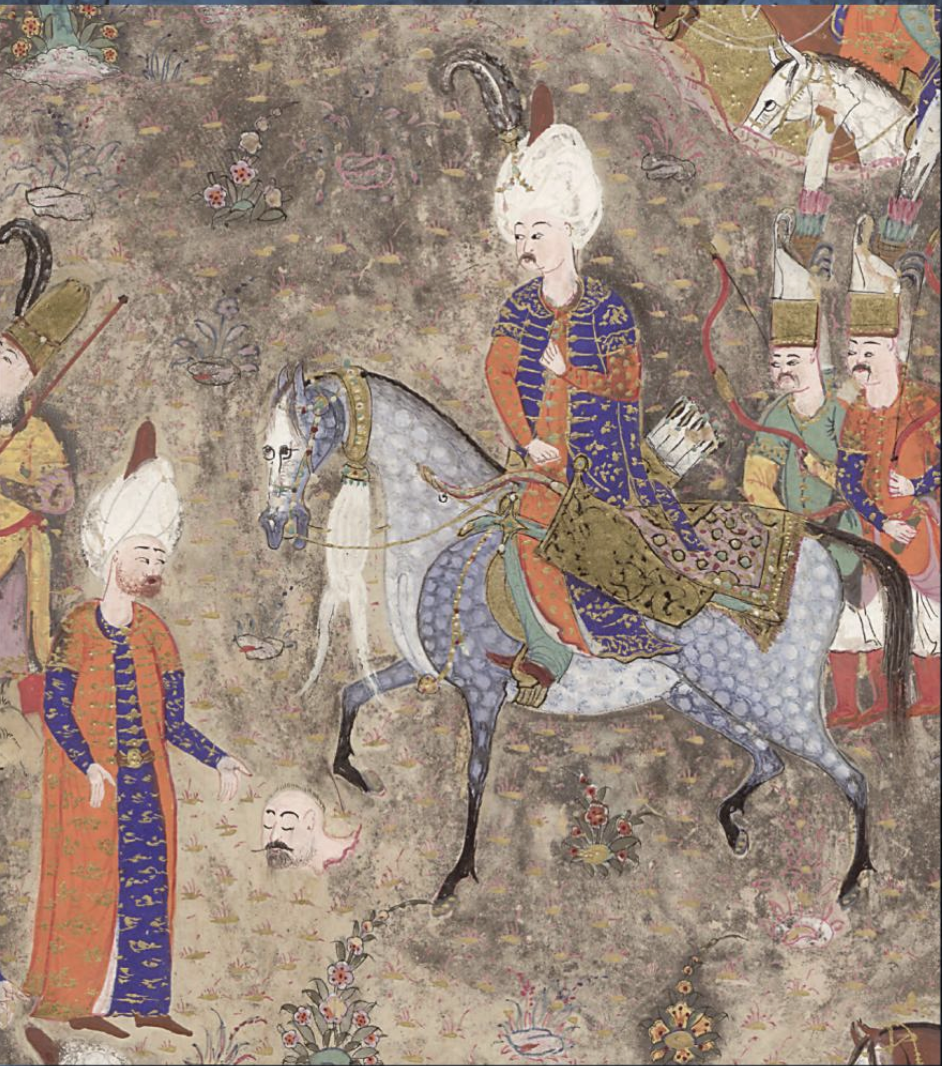
Un cheikh arabe montre à Mehmed Bey (à cheval) la tête coupée d'Ahmed Pacha.

Il s'assure le soutien des mamelouks, distribue les postes de commandements à ses partisans ; les janissaires restant fidèles à Constantinople, il les assiège dans le château du Caire ; il s'empare du château en faisant entrer les mamelouks par un aqueduc abandonné, et fait massacrer les janissaires.  
En janvier 1524, lorsque Ibrahim Pacha tente de le faire disparaitre, il se proclame sultan sous le nom de « al-Malik Mansur » (le roi victorieux), fait réciter la prière et battre monnaie à son nom. 
Un des trois vizirs qu'il avait nommé, Mohammed Beg, se retourne alors contre lui : Ahmed Pacha est au hammam en ville lorsque les hommes de Mohammed Beg l'attaquent et l'obligent à fuir vers la citadelle. 
Mohammed Beg craignant qu'Ahmed parvienne à rallier à lui les mamelouks et n'ayant avec lui qu'une centaine d'hommes, rallie la population arabe en lui promettant le partage des trésors d'Ahmed Pacha : la foule se précipite à l'assaut du château. Ahmed Pacha fuit à nouveau vers la Charqiya à l'est du Delta. Mohammed Beg se lance à sa poursuite avec une armée de 3 000 hommes. Ahmed Pacha est capturé par un cheikh arabe nommé Charisch, qui le remet à Mohammed Beg. Celui-ci fait décapiter son ancien chef, et envoie sa tête à Constantinople.

## Ahmed Pacha et les juifs du Caire
Lors de sa tentative, la communauté juive du Caire fut l’une des principales victimes des violences et des exactions du gouverneur. Ce contexte de persécution donna naissance au Pourim du Caire, une fête commémorant la survie des juifs face aux persécutions du pacha. Ce serait l’un des premiers Pourims additionnels dans le monde méditerranéen. 
La révolte d’Ahmed Pacha se déroula dans une grande violence : les élites du Caire furent particulièrement ciblées, notamment les financiers juifs. Le quartier juif fut attaqué, les principales figures de la communauté furent emprisonnées, rançonnées et torturées. Le financier Avraham Castro fut arrêté, roué de coups et contraint de verser une somme considérable pour sa libération.

## Famille
Ahmed épouse Ilaldi Sultan, une fille du sultan Bayezid II. Ils ont (au moins) un fils et une fille :
- Sultanzade Koçî Bey, qui épousera sa cousine Hanzade Hanımsultan, fille du sultan Selçuk (elle-même fille de Bayezid II), et ils auront un fils, Ahmed Çelebi ;
- Şahzade Aynişah Hanımsultan (décédée en 1570), qui épousera Abdüsselâm Çelebi, et ils auront une fille, Ümmihan Hanım.